# Hnačov
Hnačov település Csehországban, a Klatovyi járásban. Hnačov Plánice, Zborovy és Zavlekov településekkel határos. Lakosainak száma 84 fő (2024. január 1.).

## Népesség
A település lakosságának változását az alábbi diagram mutatja:
| Lakosok száma | 226  | 210  | 195  | 132  | 107  | 98   | 92   | 95   | 96   | 84   |
|               | 1880 | 1900 | 1930 | 1961 | 1980 | 2014 | 2017 | 2019 | 2022 | 2024 |